# 马斯洛需求层次理论

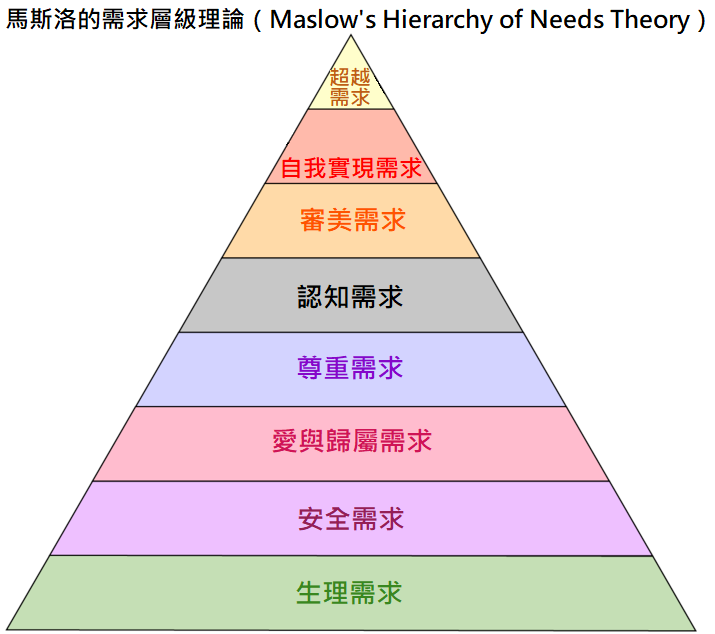
馬斯洛的需求層次結構通常被以類似這樣的金字塔圖像呈現，最基本的需求位於其底部

馬斯洛的需求層次理論（英語：Maslow's hierarchy of needs）是美國心理學家亞伯拉罕·馬斯洛在1943年發表於《心理學評論》期刊的論文《人類動機的理論》（A Theory of Human Motivation）中提出的心理學觀點。
隨後馬斯洛將這個想法擴展到包括他對人類天生好奇心的觀察，其理論與許多其他人類發展心理學相似，其中一些理論側重於描述人類成長的階段。該理論是一種分類系統，旨在反映社會的普遍需求作為其基礎，然後再發展到更多的後天情感。
需求層次分為缺陷需求和增長需求，理論中涉及的兩個關鍵主題是個人主義和需求優先化。雖然該理論通常在插圖中顯示為金字塔，但馬斯洛本人從未創建金字塔來表示需求層次。
需求層次是一種心理學概念，也是一種評估工具，尤其是在教育、醫療保健和社會工作方面。層次結構仍然是社會學研究領域的一個流行框架。
此外，需求層次用於研究人類如何內在地參與行為動機。馬斯洛使用「生理」、「安全」、「歸屬感和愛」、「社會需求」或「尊重」、「自我實現」和「超越」等術語來描述人類需求和動機通常移動的模式。 這意味著，根據該理論，為了在下一階段產生動機，每個先前階段都必須由個人滿足。層次結構已被用來解釋努力和動機在人類行為的背景下是如何相關的。這些單獨的級別中的每一個都包含一定數量的內部感覺，必須滿足這些內部感覺才能使個人完成其層次結構。馬斯洛層次結構中的目標是達到自我實現的水平或階段。

儘管被廣泛使用和研究，馬斯洛的需求層次理論缺乏確鑿的支持證據，該理論的有效性在學術界仍然存在爭議。對已被修改為該理論的更新版本的原始理論的一種批評是，原始等級制度規定必須完全滿足和實現較低層次，然後才能進行更高層次的追求； 有證據表明水平不斷相互重疊。其他批評包括性別在等級制度中的位置、理論中的個人主義假設，以及缺乏對文化和資源可用性的區域差異的考慮。

## 理論内容
個人是一個統一的、有組織的個體，個人的絕大多數欲望和衝動是相互關聯的。驅使人類的是若干始終不變的、遺傳的、本能的需求，這些需求不僅僅是生理的，還有心理的，他們是人類天性中固有的東西，文化不能扼殺它們，只能抑制它們。人類的需求是以層次的形式出現的，由低級的需求開始，逐級向上發展到高級層次的需求。當一組需求得到滿足時，這組需求就不再成為激勵因素了。
基本需求的特性定義為：缺少它會引起疾病；有了它不會得病；恢復它可以治癒疾病；在某種非常複雜的、自由選擇的情況下，喪失它的人更願意去尋求它，而不是尋求其他的滿足；在一個健康人身上，它一般是不產生作用的，而是處於一種潛伏的狀態。
在社會中有許多人，他們的各項基本需求只可能滿足其中的一部份。在人們的需求層次的滿足中，應有一個比較確切的描述，即從較低的層次逐級向上，滿足程度的百份比逐級減少。
需求各層次，決不是一種剛性的結構，所謂層次，並沒有截然的界限，層次與層次之間是相互疊合，互相交叉的，隨著某一項需求的強度逐漸降低，另一項需求將逐漸上升。此外，可能有些人的需求始終維持在較低的層次上，而沒有向上一層次發展的機會。
各項需求的先後順序，不一定適合於每一個人，即使兩個行業相同的人，也並不見得有同樣的需求，正所謂世界上沒有兩片同樣的葉子。
層次理論最大的作用在於，它指出了每個人都有需求。身為主管人員，為了激勵下屬，必須要瞭解其下屬要滿足的是什麼需求。不論主管人員採取的是何種途徑，其措施總是以他對下屬的需求與滿足的假定為基礎。
需求层次理论是解釋人格的重要理論，也是解釋動機的重要理論。其提出個體成長的內在動力是動機。而動機是由多種不同層次與性質的需求所組成的，而各種需求間有高低層次與順序之分，每個層次的需求與滿足的程度，將決定個體的人格發展境界。需求層次理論將人的需求劃分為五個（六個）层次，由低到高，并分别提出激励措施，其理論的一個基本假设就是“人是一种追求完全需求的動物”（wanting animals）。

### 生理需求
生理需求（physiological needs），是級别最低、最急迫的需求，如：食物、水、空氣、睡眠。
- 未滿足生理需求的特徵：什麼都不想，只想讓自己活下去，思考能力、道德觀明顯變得脆弱。例如：當一个人极需求食物时，會不擇手段的搶奪食物。人民在戰亂時，是不會排隊領麵包的。假設人為報酬而工作，以生理的需求來激勵下屬。
- 激勵措施：增加工資、改善勞動條件、给予更多的業餘时間和空间休息、提高福利待遇。

### 安全需求
安全需求（safety needs），同樣属于較低層的需求，其中包括对人身安全、生活稳定以及免遭痛苦、威胁或疾病、身体健康以及有自己的财產等與自身安全感有關的事情。
- 缺乏性安全感的特徵：感到自己對身邊的事物受到威脅，覺得這世界是不公平或是危險的。認為一切事物都是危險的、而變的緊張、徬徨不安、認為一切事物都是「惡」的。例如：一個孩子，在學校被同學欺負、受到老師不公平的對待，而開始變得不相信社會，變得不敢表現自己、不敢擁有社交生活（因為他認為社交是危險的），藉此來保護自身安全。一個成人，工作不順利，薪水微薄，養不起家人，而變得自暴自棄，每天利用喝酒、吸煙來尋找短暫的安逸感。
- 激励措施：强调规章制度、职业保障、福利待遇，并保护员工不致失业，提供医疗保险、失业保险和退休福利、避免員工收到雙重的指令而混亂。

### 爱和归属的需求
爱和归属的需求（Love and belonging needs），常稱為「社交需求」，属于较高层的需求，如：对友谊、爱情以及隶属关系的需求。
- 缺乏社交需求的特徵：因為沒有感受到身邊人的關懷，而認為自己沒有價值活在這世界上。例如：一個沒有受到父母關懷的青少年，認為自己在家庭中沒有價值，所以在學校交朋友，無視道德觀和理性地積極地尋找朋友或是同類。譬如說：青少年為了讓自己融入社交圈中，为別人做牛做馬，甚至吸煙，惡作劇等。
- 激励措施：提供同事间社交往来机会，支持与赞许員工寻找及建立和谐温馨的人际关系，开展有组织的体育比赛和集体聚会。

### 尊嚴需求
尊嚴需求（esteem needs），属于较高层的需求，如：成就、名声、地位和晋升机会等。尊嚴需求既包括對成就或自我價值的個人感覺，也包括他人對自己的認可與尊重。
- 無法滿足尊嚴需求的特徵：變得很愛面子，或是很積極地用行動來讓別人認同自己，也很容易被虛榮所吸引。例如：利用暴力來證明自己的強悍。
- 激励措施：公开奖励和表扬，强调工作任务的艰鉅性以及成功所需求的高超技巧，颁发荣誉奖章、在公司刊物发表文章表扬、优秀员工光荣榜。

### 認知需求
認知需求是人類需要和動機之一。泛指個體對事物的追尋、認知、瞭解的內在動力，如求知慾、好奇心等。
- 中文名  認知需求
- 外文名  cognitive need

1. 泛指個體對事物的追尋、認知、瞭解的內在動力,如求知慾、好奇心等。
2. 美國人格學家默里（H. A. Murray）提出人的28種需求之一，即知的需求（need for under-standing），指凡事好問，對新奇事物非常有興趣，喜歡探討問題，愛好鑽研抽象理論知識。
3. 美國人本主義心理學家馬斯洛的需要模式中一個心理需要或成長需要的高級層次，指個體在基本需要滿足後產生的認知需要，即人具有解決疑難和理解問題的慾望，探索各種事物的需求。認知需要對人滿足低級需要，特別是最高級的自我實現需要都是必須的。一旦認知需要受阻，人不但難以有所作為，而且會處於變態心理狀態，失去健康幸福和人生價值。

### 審美需求
審美需求是馬斯洛需求中的其中一個需求。
馬斯洛關於人類實現願望和要求中對審美的需求有下列四種：對稱、井然有序、外觀美、平衡。
審美是一種內在感受，是心靈活動過程中對事物的感覺。這裏提出的審美需求針對人類而言，就是在生活過程中對事物的感受。
這裏提出的審美需求針對人類而言，就是在生活過程中對事物的感受。

### 自我實現需求
自我实现需求（need for self-actualization），是最高层的需求，包括針對於真善美至高人生境界獲得的需求，因此前面四項需求都能滿足，最高層的需求方能相繼產生，是一種衍生性需求，如：自我实现，发挥潜能等。
- 缺乏自我實現需求的特徵：覺得自己的生活被空虛感給推動著，要自己去做一些身為一個「人」應該在這世上做的事，需要有讓他能更充實自己的事物、尤其是讓一個人深刻的體驗到自己沒有白活在這世界上的事物。也開始認為，價值觀、道德觀勝過金錢、愛人、尊重和社會的偏見。例如：一個真心為了幫助他人而捐款的人。一位武術家、運動家把自己的體能練到極致，讓自己成為世界一流或是單純只為了超越自己。一位企業家，真心認為自己所經營的事業能為這社會帶來價值，而為了比昨天更好而工作。
- 激励措施：设计工作时运用复杂情况的适应策略，给有特长的人委派特别任务，在设计工作和执行计划时为下级留有余地。

### 超自我實現
超自我實現（Over Actualization）是馬斯洛在晚期時，所提出的一個理論。
這是當一個人的心理狀態充分的滿足了自我實現的需求時，所出現短暫的「高峰體驗」，通常都是在執行一件事情時，或是完成一件事情時，才能深刻體驗到的這種感覺，通常都是出現在藝術家、或是音樂家身上。
註記：高峰體驗，可參考（超個人心理學）
例如：
- 一位音樂家，在演奏音樂時，所感受到的一股「忘我」的體驗。
- 一位藝術家在畫圖時，感受不到時間的消逝，他在畫圖的每一分鐘，對他來說跟一秒一樣快，但每一秒卻活的比一個禮拜還充實。

## 批評
M·A·沃赫拜（M. A. Wahba）與L·G·布里德韋爾（L. G. Bridwell）曾針對馬斯洛的理論進行廣泛回顧，並沒有發現到任何證據顯示存有馬斯洛所定義的需求層次。
吉爾特·霍夫斯塔德則批評這種需求層次的排列（例如自我實現為最高需求）已經成為一種種族優越的表現。馬斯洛的需求層次無法進一步描述社會與思想的需求，在個人主義社會與集體主義社會中是否有差異性。個人主義社會的需求，比起集體主義社會更偏向個人中心取向，常聚焦於自我改善、自我實現與極致地自我完善。在集體主義社會當中，認可與社群的需求會高過自由與個人的需求。

### 方法
馬斯洛研究了他所謂的模範人物，包含了阿尔伯特·爱因斯坦、珍·亞當斯、愛蓮娜·羅斯福與弗雷德里克·道格拉斯，不研究有精神病或神經症的人，寫下「對於殘廢、發育不良、不成熟與不健康的個案研究，將只會產生一種殘缺的心理學與哲學。」馬斯洛研究了大學學生人口中前1%的最健康個案。

### 層級

#### 全部層級
研究对于亞伯拉罕·馬斯洛所描述的层级仅发现很少的证据。